# Prusiska korståget

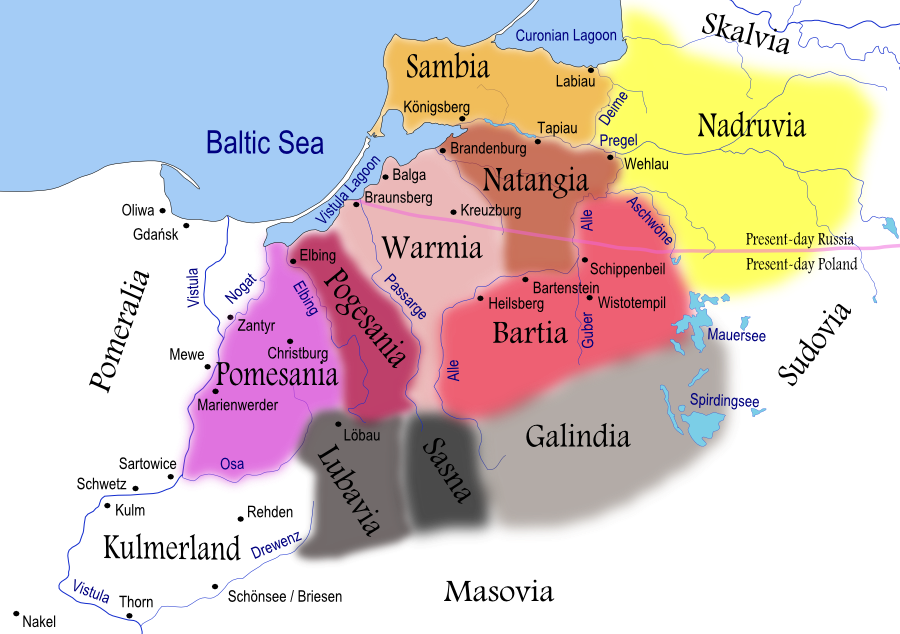
Prussian clans 13th century

Det Prusiska korståget ingick i de nordiska korstågen och ägde rum mellan 1217 och 1274. Det bestod av militära expeditioner av kristna européer, främst tyska orden, för att kristna pruserna i Ostpreussen med våld.

## Bakgrund och initial fas 1217-1223
De självständiga pruserna var anhängare av prusisk religion och alltså hedningar. Efter belägringen av Arkona och erövringen av det hedniska Pommern 1168, hade pruserna blivit de västligaste återstående hedningarna i Europa. 
Efter stridigheter mellan pruserna och de kristna polackerna, utfärdade påven i mars 1217 officiellt en bulla som kallade kristna till korståg mot pruserna. Den första kampanjen ägde rum 1222-1223 och misslyckades.

## Första fasen: västra pruserna 1226-1249
1226 övertogs kampanjen av tyska orden. Under tyska ordens befäl deltog även sekulära tyskar och polacker. Tyska orden invaderade Ostpreussen 1230. Dess taktik var att bilda ett nätverk av fort och befästningar, från vilka de utsträckte sin kontroll över den omgivande befolkningen, som underkastades med militärt våld och tvingades konvertera till kristendomen, varefter deras land anslöts till tyska orden. 1232 hade tyska orden etablerat sig i Chełmno, 1233 i Kwidzyn, 1236 i Pomesanien, 1237 i Elbląg, och Balga vid Vistula 1239. Expansionen avbröts av den första prusiska resningen 1242-1249, då pruserna reste sig i allians med Pommern. Resningen avslutades med fördraget i Christburg i februari 1249, där de västliga prusiska stammarna underkastade sig tyska orden i utbyte mot flera privilegier mot villkor att de konverterade; spridda strider fortsatte dock till 1253.  

## Sista fasen: östra pruserna 1255-1274
I januari 1255 företog tyska orden en kampanj mot de östra pruserna i Samland som besegrades på mindre än en månad; samtliga pruser som vägrade konvertera dödades, och Königsberg etablerades som fäste i östra Ostpreussen. 
De litauiska samogiternas seger i slaget vid Durbe 1260 inspirerade pruserna att iscensätta den stora prusiska resningen 1260-1274. Många av tyska ordens nya befästningar i Ostpreussen förstördes, och pruserna härjade Polen och de andra kristna grannländerna. Tyska orden fick stöd av flera makter i Europa, så som Brandenburg och Böhmen, och kunde från 1265 och de följande nio åren framgångsrikt slå ned resningen. Alla pruser som vägrade konvertera dödades, och eftersom de hade brutit mot 1249 års fördrag, gjordes de dessutom till livegna. 

## Avslut
Ostpreussen förklarades 1274 för helt erövrat och kristnat under tyska orden, och korståget var därmed över. Stridigheter med Jatvingerna öster om Ostpreussen fortsatte till 1283, men dessa ansågs höra till Litauen snarare än Ostpreussen. 